# Heinrich Burkhardt (Mathematiker)

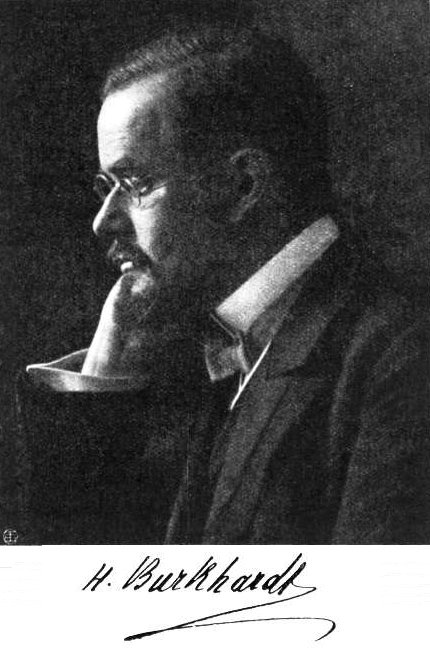
Heinrich Burkhardt

Heinrich Friedrich Karl Ludwig Burkhardt (* 15. Oktober 1861 in Schweinfurt; † 2. November 1914 in Neuwittelsbach bei München) war ein deutscher Mathematiker.

## Leben und Werk
Sein mathematisches Talent wurde bereits beim Besuch der Schule in Ansbach entdeckt und gefördert. Ab 1879 studierte er in München (an Universität und Technischer Hochschule), Berlin und Göttingen u. a. bei Alexander von Brill, Karl Weierstraß, Hermann Amandus Schwarz. Er wurde 1886 in München bei Gustav A. Bauer mit der Dissertation Beziehungen zwischen der Invariantentheorie und der Theorie algebraischer Integrale und ihrer Umkehrungen promoviert. Danach ging er 1887 als Assistent nach Göttingen und habilitierte sich dort 1889. 1897 wurde er ordentlicher Professor für Mathematik an der Universität Zürich und 1908 an der TH München.
Seine Forschungsgebiete betrafen die Theorie der elliptischen Funktionen, Reihenentwicklungen der mathematischen Physik, Gruppentheorie und Geschichte der Mathematik. Er schrieb mehrere Beiträge für die Encyklopädie der mathematischen Wissenschaften, u. a. über die Geschichte der Fourierreihen, in denen er die historische Literatur sehr detailliert und ausführlich aufschlüsselt.
Er war Mitglied der Bayerischen Akademie der Wissenschaften (1909 außerordentliches und 1912 ordentliches Mitglied), seit 1896 gehörte er der Deutschen Akademie der Naturforscher Leopoldina an.

## Schriften
- Endliche diskrete Gruppen. In: Encyklopädie der mathematischen Wissenschaften mit Einschluss ihrer Anwendungen. Band 1: Arithmetik und Algebra. Teil 1. Teubner, Leipzig 1898, S. 208–226.
- mit Ludwig Maurer: Kontinuierliche Transformationsgruppen. In: Encyklopädie der mathematischen Wissenschaften mit Einschluss ihrer Anwendungen. Band 2: Analysis. Teil 1, Hälfte 1. Teubner, Leipzig 1900, S. 401–436.
- mit Wilhelm Franz Meyer: Potentialtheorie. (Theorie der Laplace-Poissonschen Differentialgleichung). In: Encyklopädie der mathematischen Wissenschaften mit Einschluss ihrer Anwendungen. Band 2: Analysis. Teil 1, Hälfte 1. Teubner, Leipzig 1900, S. 464–503.
- Mathematisches und naturwissenschaftliches Denken. Antrittsvorlesung zur Übernahme der Professur der Mathematik an der Universität Zürich, gehalten am 6. Nov. 1897. In: Jahresbericht der Deutschen Mathematiker-Vereinigung. Band 11, 1902, S. 49–57.
- Über Reihenentwicklungen nach oszillierenden Funktionen. In: Jahresbericht der Deutschen Mathematiker-Vereinigung. Band 12, 1903, S. 563–565.
- Trigonometrische Interpolation. (Mathematische Behandlung periodischer Naturerscheinungen). In: Encyklopädie der mathematischen Wissenschaften mit Einschluss ihrer Anwendungen. Band 2: Analysis. Teil 1, Hälfte 1. Teubner, Leipzig 1904, S. 642–694.
- Trigonometrische Reihen und Integrale (bis etwa 1850). In: Encyklopädie der mathematischen Wissenschaften mit Einschluss ihrer Anwendungen. Band 2: Analysis. Teil 1, Hälfte 2. Teubner, Leipzig 1914, S. 819–1354.